# Exomalopsis rufipes
Exomalopsis rufipes är en biart som beskrevs av Carlos Schrottky 1909. Exomalopsis rufipes ingår i släktet Exomalopsis och familjen långtungebin. Inga underarter finns listade i Catalogue of Life.